# Козацьке (Баштанський район)
Коза́цьке (до 2024 року — Новоросійське) — село в Україні, у Березнегуватській селищній громаді Баштанського району Миколаївської області. Населення становить 77 осіб.

## Назва
19 вересня 2024 року Верховна Рада підтримала перейменування села Новоросійське на Козацьке. 26 вересня 2024 року перейменування набуло чинності.